# Osteodontornis orri
L’osteodontornite (Osteodontornis orri) è un uccello estinto appartenente ai pelagornitidi, un gruppo affine ai pellicani ma dotati di un enorme becco con proiezioni ossee. I fossili di osteodontornite sono conosciuti principalmente in terreni del Miocene inferiore – medio (20-12 milioni di anni fa), sulle due sponde del Pacifico settentrionale, ma altri fossili sono stati rinvenuti in Europa.

## Descrizione
Questo uccello era di dimensioni enormi: con un'apertura alare di 6 metri e un'altezza di 1,2 metri, l'osteodontornite (il cui nome significa “uccello dai denti ossei”) è il secondo più grande uccello volatore conosciuto, dopo il teratornite Argentavis. Il corpo era robusto ma lo scheletro era costituito da ossa estremamente leggere; le zampe erano simili a quelle di un albatro, mentre le ali erano lunghe e strette, tipiche degli uccelli oceanici.
La caratteristica principale di questo uccello era però l'enorme becco uncinato e dotato di una serie di proiezioni ossee simili a denti. Questa serie era disposta in modo tale che due grandi elementi appuntiti fossero intervallati da un “dente” di piccole dimensioni. Una tale struttura non era molto differente da quella visibile nell'attuale smergo, un'anatra pescatrice adattatasi a cibarsi di pesci.

## Ecologia
A causa della sua stazza, si presume che questo uccello nidificasse su altopiani o scogliere particolarmente alte, dalle quali era possibile prendere il volo facilmente. Gli studiosi ritengono che l'osteodontornite si cibasse principalmente di calamari o animali simili: diversamente da quelli dello smergo piscivoro, infatti, i “denti” di questo animale erano proiettati direttamente all'ingiù; questo permetteva una maggiore presa su prede dal corpo particolarmente molle come i calamari. In volo, il becco doveva essere così pesante che il collo veniva ripiegato all'indietro per permettere al capo di alloggiare tra le spalle; un comportamento simile si osserva negli odierni pellicani, dotati anch'essi di un grande becco.